# Ernst Schwerdtner
Ernst August Schwerdtner (* 7. November 1845 in Obercunewalde; † 12. April 1923 in Naunhof bei Leipzig) war als Schulrat und später Oberschulrat von 1886 bis 1912 Direktor des königlich sächsischen Lehrerseminars in Annaberg. In seine Amtszeit fällt auch der Neubau des Seminars (1897–1900).

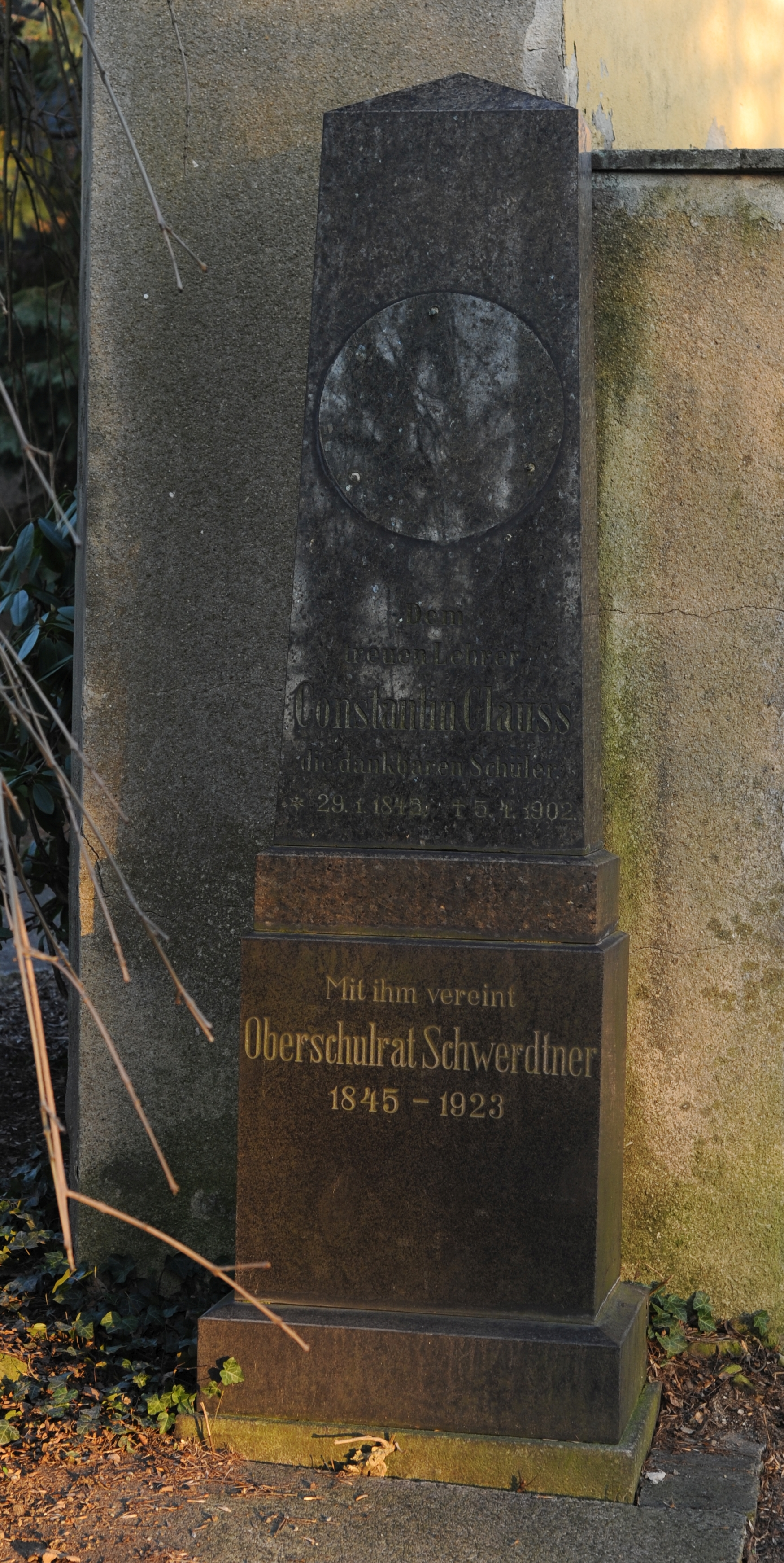
Grabstein von Ernst August Schwerdtner und Carl Constantin Clauss in Annaberg-Buchholz

## Leben
Ernst Schwerdtner wurde in 1845 in Obercunewalde geboren, wo sein aus Burkersdorf stammender Vater Ernst Gottlob Schwerdtner (1812–1860) seit 1839 als Lehrer tätig war. Dieser hatte von 1825 bis 1830 als Seminarist das Freiherrlich von Fletchersche Lehrerseminar in Dresden besucht und war anschließend Lehrer in Schönbach bei Sebnitz. Schon früh soll in ihm der Wunsch aufgekommen sein, selbst Lehrer zu werden. Doch der schwer erkrankte Vater bedurfte der Pflege. Erst nach dessen Tod trat Schwerdtner 1861 in das Landständische Seminar in Bautzen ein. Ab Ostern 1867 war er als Lehrer an der zweiklassigen Volksschule in Ostritz tätig, um bereits ab Sommer 1868 selbst in Bautzen zu unterrichten.
Von 1870 bis 1872 studierte er Pädagogik in Leipzig, bis er als Kandidat des höheren Schulamtes Oberlehrer am neu errichteten Seminar in Schneeberg wurde. In den Folgejahren wechselte er an die Seminare in Löbau (1877), Oschatz (1880) und Dresden-Friedrichstadt (1885). Bereits 1881 heiratete Schwerdtner in Beierfeld Johanna Weitzer (1854–1932) aus Schneeberg. Ab 1886 bis zu seinem Ruhestand 1912 war er der Direktor des Annaberger Seminars.
Zum 50-jährigen Bestehen des Annaberger Seminars gab Schwerdtner eine Festschrift heraus. Die Feier wuchs sich vom 5. bis zum 8. Juni 1892 zu einer Festwoche für die gesamte Stadt und die Region aus. Die große Öffentlichkeit war von Schwerdtner bei seinen Bemühungen um einen Neubau des Seminars in den 90er Jahren des 19. Jahrhunderts einkalkuliert. In den Haushaltsplan 1894/95 stellte das sächsische Kultusministerium 51.000 Mark ein für den Kauf des neuen Baugrundstückes. Der Bau, der letztendlich 1.026.000 Mark kosten sollte, begann 1897 unter dem Chemnitzer Landbaumeister Conrad Canzler. Am 21. April 1900 übergab Kultusminister Paul von Seydewitz in einer Feierstunde den fertiggestellten Bau an den Seminardirektor Ernst Schwerdtner. Der alte Bau wurde als Parallelseminar weiterhin genutzt.
Vom Seminar in Annaberg wurden in seiner Amtszeit die Gründungen der Seminare in Stollberg, Leipzig und Zwickau vorbereitet.
Nach seinem Eintritt in den Ruhestand zog Schwerdtner nach Naunhof bei Leipzig, wo er 1923 verstarb. Seine Ehefrau Johanna lebte zu diesem Zeitpunkt bereits wieder in Griesbach (Schneeberg). Sein Grab befand sich auf dem alten Friedhof bei der Trinitatiskirche in Annaberg-Buchholz, der seit Umbauarbeiten von 1968 bis 1973 zu einem Park umgestaltet wurde. Sein Grabstein blieb erhalten.

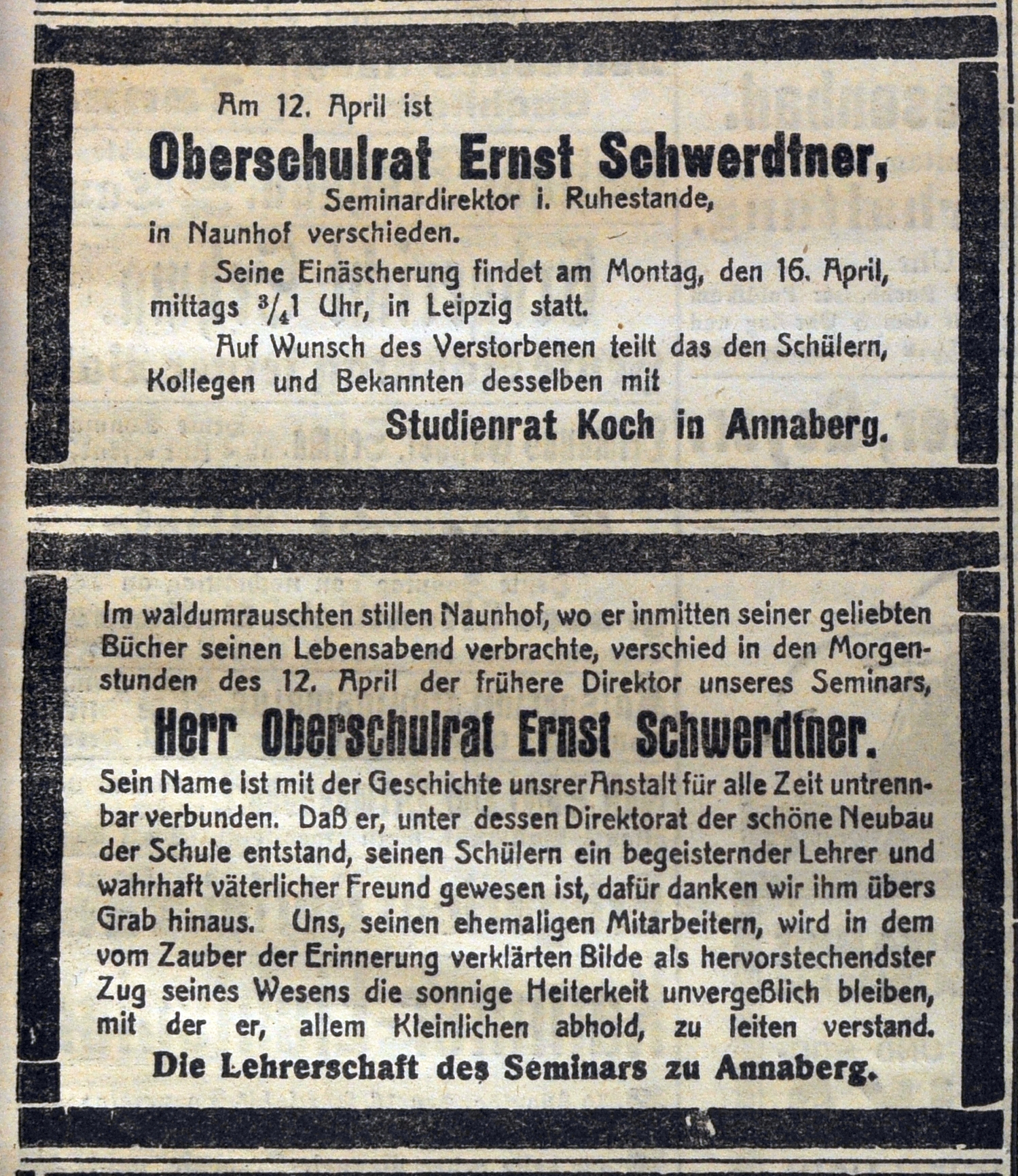
Traueranzeigen für Ernst August Schwerdtner im Annaberger Wochenblatt am 15. April 1923

## Werke
Ernst Schwerdtner war kein Autor im eigentlichen Sinne. Auch pädagogische Fachliteratur wurde nicht von ihm verfasst. Er schrieb aber ganz in der Tradition des ausgehenden 19. Jahrhunderts zwei Festschriften zu den beiden in seine Amtszeit als Seminardirektor fallenden großen Anlässe – dem 50-jährigen Gründungsjubiläum und dem Neubau:
- „Das Seminar zu Annaberg nach seiner Begründung und Entwicklung : Festschrift zur Feier des fünfzigjährigen Bestehens der Anstalt ; mit einem Anhange über die ehemaligen Privatseminare zu Mildenau, Grumbach und Wiesa bei Annaberg“ Annaberg, 1892
- „Der Neubau des Annaberger Seminars : Festgabe zur Weihefeier am 21. April 1900 ; dargeboten von E. Schwerdtner, Seminardirektor, und C. Canzler, Landbaumeister“ Annaberg, 1900

## Ehrungen
Schwerdtner war Offizier des Albrechts-Ordens und Ritter des Sächsischen Verdienstordens.
In Annaberg-Buchholz ist ihm zu Ehren die Ernst-Schwerdtner-Straße benannt worden. Sie führt am Evangelischen Gymnasium vorbei, dessen Bau als Lehrerseminar in seine Amtszeit als Direktor des Instituts fiel.

## Weblinks

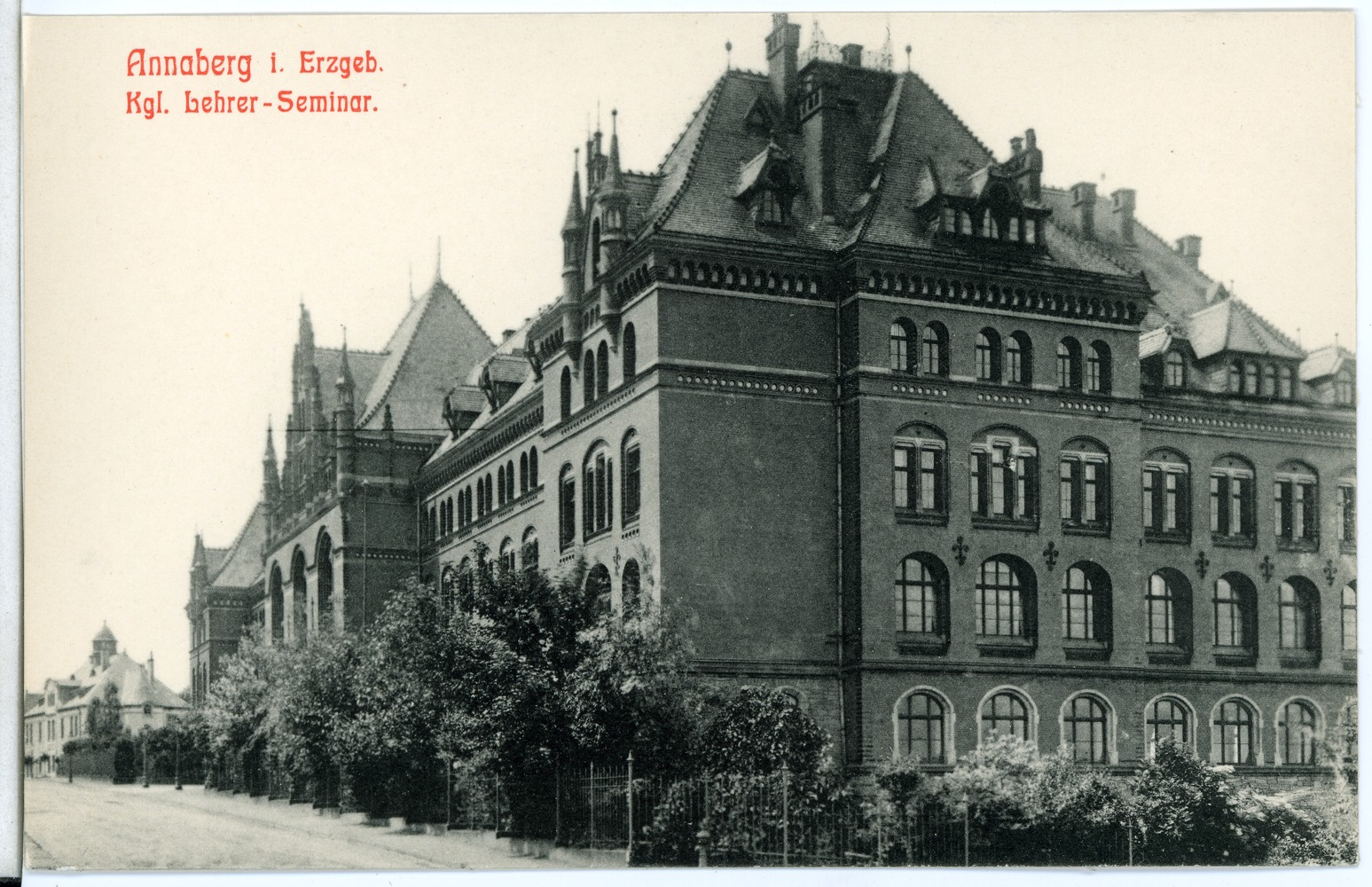
Annaberg, 1910: Lehrerseminar, Brück & Sohn Kunstverlag